# São Pedro e Santiago
São Pedro e Santiago is een plaats (freguesia) in de Portugese gemeente Torres Vedras en telt 17.548 inwoners (2001).